# Hydroporus yakutiae
Hydroporus yakutiae är en skalbaggsart som beskrevs av Nilsson 1990. Hydroporus yakutiae ingår i släktet Hydroporus och familjen dykare. Inga underarter finns listade i Catalogue of Life.